# Parafia św. Wojciecha w Koninie
Parafia Świętego Wojciecha w Koninie – rzymskokatolicka parafia w Koninie należąca do diecezji włocławskiej i dekanatu konińskiego II. Powołana w XIV wieku. Obsługiwana przez księży diecezjalnych. Znajduje się w dzielnicy Morzysław.
Proboszczem od 2021 roku jest ks. kan. dr Henryk Witczak.
Kościół parafialny pw. św. Wojciecha wzniesiono w latach 1905–1914. Został konsekrowany przez bp. Zdzisława Zdzitowieckiego 14 maja 1914 roku.